# Ногооннуур
Ногооннуур (монг. Ногооннуур — зелёное озеро) — сомон аймака Баян-Улгий, Монголия.
Центр сомона — посёлок Ногооннуур — расположен в 150 километрах от города Улгий, и в 1700 километрах от столицы страны Улан-Батора. Сомон граничит с Россией.
Развита сфера обслуживания, имеются школа и больница. Есть перевалочная база Цагааннуур, на базе которой создаётся свободная экономическая зона.

## Население
Большую часть населения составляют казахи.

## География
По территории сомона протекают реки Кобдо-Гол, Батмурун, а также их притоки. На востоке есть озеро Ачит-Нуур. На горе Тургэн можно наблюдать вечные снега и лёд. Водятся аргали, дикие козы, тарбаганы, зайцы, волки, лисы.
Климат резко континентальный. Средняя температура января -21-24°C, июля +12-18°C, в среднем в горах Тургэна выпадает 450 мм осадков, в долинах главных рек 100-150 мм.